# كيتشي أكيموتو
كيتشي أكيموتو (باليابانية: 秋元啓一؛ بالكانا: あきもと けいいち) هو مصور ياباني، ولد في 2 مارس 1930 في سايتاما في اليابان، وتوفي في 27 يونيو 1979.